# 해모수왕
해모수왕(解慕漱王, 생몰년 미상)은 부여 및 고구려의 건국신화에 등장하는 천신(天神) 또는 천신의 아들이다. 부여의 신화에서는 해부루왕의 아버지이며, 고구려의 신화에서는 주몽의 아버지이다. 고구려의 건국을 전하는 고대의 기록에는 전하지 않은 인물로, 고려 시대 이후에 채록된 《삼국사기》와 《삼국유사》에서 처음 등장한다. 그러나 삼국사기, 삼국유사 모두 뒤에 고구려 건국신화를 서술하면서 고주몽의 아버지라고 하여 두 설이 앞뒤가 맞지 않는다. 해부루왕의 아들이 금와왕이므로 고주몽은 해부루왕의 손자뻘이기 때문이다. 이에 따라 원래는 부여의 건국 신화였으나, 부여가 병합된 뒤에 고구려의 건국 신화에 결합된 것으로 보는 것이 일반적이다.

## 생애
《삼국유사》에 따르면 해모수는 천제(天帝)의 아들 또는 천제 본인으로, 기원전 59년 오룡거(五龍車)를 타고 하늘에서 내려와 졸본 인근에서 나라를 세웠다. 천제 해모수가 세운 나라가 북부여라고 하며, 수도는 흘승골성(訖升骨城)이다. 해모수가 낳은 아들이 해부루이며, 해부루가 동부여(가섭원)로 옮긴 뒤 남은 땅에서 동명제(東明帝)가 일어나 고구려의 시조가 되었다. 그런데 이러한 《삼국유사》의 기록과는 달리, 중국 측 사서에 따르면 부여는 이미 춘추 전국 시대(기원전 770~기원전 221)부터 등장하고 있으므로, 해모수에 의한 기원전 59년 건국설은 문제가 있다. 주몽이 기원전 37년에 고구려를 건국할 당시 나이가 22세였으므로, 기원전 59년은 주몽이 태어난 해이다. 즉, 《삼국유사》에서 북부여가 기원전 59년에 건국되었다고 한 것은 고구려의 건국자인 주몽 설화와 부여 건국 설화를 합한 것으로 이해할 수 있을 것이고, 부여의 건국 시기는 이보다 훨씬 앞선 시기로 보아야 한다. 단군조선이 멸망하면서 72국으로 흩어져 살았다는 《삼국유사》의 문헌 내용, 조선의 유민이 70여 국으로 나뉜다는 기록과, 후한서(後漢書)에 이르기를, 서한(西漢)은 조선의 옛 지역에 처음에는 4군을 두었다가 뒤에는 2부를 두었는데, 법령이 점차 번거로워지면서 갈라져 78국으로 나뉘고 각각 1만 호씩이라고 하였다는 기록에서 각기 다른 이름(탁리국(橐離國), 고리국(高離國), 색리국(索離國), 탁근국(卓斤國) 등)으로 문헌에 남겨졌다고 추정하고 있다.
《삼국유사》와 달리, 《삼국사기》 및 동명왕편에 따르면, 천제의 아들 해모수는, 해부루가 하늘의 계시를 받아 나라를 동쪽 가섭원(迦葉原)으로 옮기고 난 뒤에 남은 땅으로 내려와 나라를 세웠다고 한다.
삼국유사에 따르면, 해모수는 해부루의 아버지라고 한다. 해모수 사후 해부루가 왕위를 승계했고, 해부루가 다시 아들이 없어 하늘에 기도를 드린 후 양아들 금와왕을 얻은 뒤, 해부루 사후 금와가 정권을 계승하였다. 그런데 해부루 만년에 다시 하늘에서 내려온 해모수가 나라를 세우려 하니 천제가 재상 아불란의 꿈에 나타나서 자신의 아들이 나라를 세울 테니 떠날 것을 명했다는 것이다. 그리고 하늘에서 내려온 해모수가 압록강 하백의 딸 유화를 유혹하여 임신시킨 뒤 사라졌으며, 임신 후 아버지 하백의 진노로 쫓겨난 유화를 금와왕이 거둬서 후궁으로 삼았다는 것이다. 이 두 설은 삼국사기와 삼국유사에 모두 실려 있는데, 앞뒤가 맞지 않는다. 해부루의 아들이 금와왕으로 고주몽은 해부루의 손자뻘에 해당되기 때문이다. 따라서 고주몽은 해모수의 후손 중의 한 사람의 아들로 추정되나 이렇다 할 근거는 없다.
한편, 해모수는 천제의 아들로서 고구려의 건국 시조 주몽을 수태시켰다고 전해진다. 고구려의 건국 신화에 따르면, 해모수는 하백(河伯)의 딸 유화(柳花)를 유혹하여 붙잡아 동침하였다. 이에 하백이 항의하자 해모수는 자신이 천제의 아들임을 밝히고, 신령한 능력을 보여 천제의 아들임을 입증한 뒤에 정식으로 혼례를 치렀다. 그러나 하백은 해모수가 유화를 버릴 것을 걱정하여 해모수를 취하게 한 뒤 유화와 함께 가죽부대에 넣고 오룡거를 태워 하늘로 올려보냈다. 해모수는 도중에 깨어나 하백의 처사에 분노하여 유화를 버려두고 하늘로 올라갔다고 한다. 버려진 유화는 금와왕에게 발견되었고, 해모수는 햇빛으로 유화를 수태하게 하여 주몽을 낳았다.

## 관련 신화
해동의 해모수(解慕漱)는 천제(天帝)의 아들로서, 고니를 탄 100여 인의 종자(從者)를 거느리고 하늘로부터 오룡거(五龍車)를 타고 채색 구름 속에 떠서 내려왔다. 성 북쪽에 청하(靑河)가 있고 거기에 하백(河伯)의 세 딸 유화(柳花) · 훤화(萱花) · 위화(葦花)가 있었는데, 해모수가 사냥을 갔다가 이들 세 미녀를 만나 그 중 맏딸인 유화와 결혼하도록 해달라고 하백에게 간청하였다. 하백은 해모수의 신통력을 시험한 뒤에 그에게 신변(神變 : 人智로 알 수 없는 무궁무진한 변화)이 있음을 알고 술을 권하였다. 하백은 해모수가 술이 취하매 유화와 함께 가죽가마에 넣어서 하늘로 보내려 하였다. 그런데 술이 깬 해모수는 놀라서 유화의 비녀로 가죽가마를 찢고 혼자 하늘로 올라가 돌아오지 않았다. 하백은 유화를 꾸짖으며 태백산 물 속에 버렸다.(《삼국유사》의 기록)
유화는 고기잡이에게 발견되어 북부여의 금와왕(金蛙王)에 의하여 구출되었다. 뒤에 유화는 해모수와 관계하여 주몽(朱蒙)을 낳았다. 처음에는 되크기 만한 알이어서 금와왕은 상서롭지 않은 일이라 하여 마굿간에 버렸는데, 말들이 이것을 짓밟지 않아 깊은 산속에 버렸더니 짐승들이 이것을 보호하였다. 알에서 나온 주몽은 골격과 생김새가 영특하여 자라면서 재주가 뛰어났으며, 뒷날 부여를 떠나 남으로 가서 비류국(沸流國) 송양왕(宋讓王)의 항복을 받고 나라를 세우니 이것이 고구려의 건국이며, 그가 고구려의 시조인 추모왕이다. 종장에는 추모의 아들 유리(類利)가 부왕(父王) 추모왕을 찾아 왕위를 계승한다.

동명왕은 부여의 북쪽에 있었던 같은 부여족의 고리국에서 태어나 부여를 건국한 사람이다. 서기 60년경에 쓰인 《논형》(論衡)이란 책에는 부여의 건국 시조로서 동명왕이 기록되어 있다. 이외에 중국 문헌인 《위략》(魏略), 《후한서》(後漢書) 부여전, 《양서》(梁書) 고구려전에는 부여의 시조가 동명왕으로 기록되어 있다.
해모수는 천제 동명왕의 아들이다. 신화적인 표현으로 오룡거를 타고 하늘로부터 내려왔다. 해모수로부터 해부루, 금와왕으로 이어졌다. 추모는 해모수의 아들로 알려졌고, 고구려 추모왕을 부여의 계승을 부각하기 위하여 시호(諡號)를 동명성왕(東明聖王)으로 했다. 《삼국유사》는 기원전 19년 9월에 죽자 용산(龍山)에서 장사지내고, 시호를 동명성왕이라 했다고 적어놓고 있다.

## 가계
- 아버지 : 천제 상제(天帝 殤帝)
- 어머니 : 미상
- 국왕 : 해모수(解慕漱)
- 부인 : 미상
  - 아들 : 해부루왕(解夫婁王)
  - 며느리 : 미상
    - 손자 : 금와왕(金蛙王, 기원전 89년?~기원전 24년, 재위: 기원전 60년경~기원전 24년경)
    - 손자며느리 : 미상
      - 증손 : 대소왕(帶素王, 기원전 73년? ~ 기원후 22년, 재위: 기원전 24년~기원후 22년) 동부여 마지막 왕
      - 증손자며느리 : 미상
      - 증손 : 갈사왕(曷思王) 갈사부여의 왕

    - 손자 : 우태(優台)

  - 아들 : 고진
  - 며느리 : 미상
    - 손자 : 고씨
    - 손자며느리 : 미상
      - 증손자 : 고모수(高慕漱)
      - 증손자며느리 : 유화부인(柳花夫人, ? ~기원전 24년)
        - 고손자 : 고주몽(東明聖王, 기원전 58년~기원전 19년, 재위: 기원전 37년~기원전 19년)

고구려의 초대 왕인 고주몽은 해모수의 아들이 아니라 해모수의 고손자이다.

## 대중 문화속에 나타나는 해모수왕
- 녹색전차해모수 ㅡ 1997년
- 《주몽》(MBC, 2006년~2007년, 배우:허준호)

## 같이 보기
- 해부루
- 고주몽
- 삼국사기
- 삼국유사

## 참고 문헌
- 김부식 (1145). 〈삼국사기/권13 동명성왕 條〉. 《삼국사기》.
- 일연 (1281). 〈권제1〉. 《삼국유사》.
- 이규보, 《동국이상국집》〈동명왕편〉
- 《세종실록지리지》〈평양부〉
- 이 문서에는 다음커뮤니케이션(현 카카오)에서 GFDL 또는 CC-SA 라이선스로 배포한 글로벌 세계대백과사전의 내용을 기초로 작성된 글이 포함되어 있습니다.